# Михайловский, Георгий Дмитриевич
Гео́ргий Дми́триевич Михайловский (1892—1932) — кавалер трёх орденов Красного Знамени до учреждения ордена Ленина.

## Биография
Георгий Михайловский родился в городе Горловка (ныне — Донецкая область Украины) в семье слесаря. Окончил четыре класса рудничного училища. Принимал активное участие в Февральской и Октябрьской революциях, установлении Советской власти на территории нынешней Луганской области. Наряду с Климентом Ворошиловым создавал первые отряды Красной Гвардии в Луганске, в конце 1917 года принял участие в составе этих отрядов в боях с войсками Корнилова и Каледина.
Принимал активное участие в обороне Царицына. Когда два полка Вольской дивизии перешли на сторону противника, а остальные отошли за Волгу, открыв фронт, Михайловский, которому было поручено удержать фронт и разоружить перебежчиков в случае их сопротивления, имея в наличии 150 бойцов, успешно справился с поставленной задачей. Через месяц, в ноябре 1918 года, когда войска противника обошли Царицын с севера с целью продвинуться к Саратову и соединиться с армией адмирала Колчака, Михайловский получил от Революционного военного совета 10-й армии приказ восстановить положение в районе Камышина, что он вновь успешно выполнил.
Участвовал в советско-польской войне, будучи комиссаром 132-й пластунской бригады 1-й Конной армии. В августе 1920 года, когда в районе Замостья армия попала в окружение поляков, бригада Михайловского обошла польские войска и атаковала их с тыла, сыграв решающую роль с прорыва армии из окружения. В том бою Михайловский уже в третий раз за время Гражданской войны получил тяжёлое ранение. В дальнейшем он принимал активное участие в боях с бандформированиями на Кавказе и Украине.
За боевые заслуги Георгий Михайловский был награждён тремя орденами Красного Знамени РСФСР (Приказы Революционного военного совета Республики № 46 в 1921 году, № 76 в 1923 году, № 153 в 1930 году)
После окончания войны Михайловский продолжил службу в Рабоче-крестьянской Красной Армии. Именно ему было поручено формирование 1-й Московской пролетарской стрелковой дивизии, и в течение четырёх лет после её создания он совмещал в себе должности её командира и военного комиссара.
В ночь с 31 января на 1 февраля 1932 года Георгий Михайловский скончался от последствий полученных ранений. Его тело было кремировано, прах с воинскими почестями захоронен в колумбарии Донского кладбища. Некролог о смерти Михайловского был помещён в газетах «Правда», "Красная звезда".

## Награды
- Три ордена Красного Знамени (10.02.1921, 26.05.1923, 22.02.1930)[3]

## Семья
- Жена — Гита Абрамовна Сонкина, преподаватель латинского языка в МГПИ.
- Дочь — Наталья Георгиевна Михайловская (1931—2004), доктор филологических наук, сотрудник Института русского языка (1954—1988), преподаватель Литинститута (1988—2004).